# Erste Liga der Föderation Bosnien und Herzegowina
Die Wwin Erste Liga der Föderation Bosnien und Herzegowina (m:tel Prva Liga Federacije Bosne i Hercegovine) ist zusammen mit der Ersten Liga der Republika Srpska die zweithöchste Spielklasse im Vereinsfußball von Bosnien und Herzegowina.
Der Meister dieser Liga steigt zusammen mit dem Meister der Ersten Liga der Republika Srpska in die Premijer Liga auf. Die Absteiger steigen in die Zweite Liga der Föderation Bosnien und Herzegowina ab, wobei diese in vier Staffeln Nord, West, Süd und Mitte aufgeteilt ist.

## Vereine 2025/26
| Mannschaft                | Vorjahr                   |
| ------------------------- | ------------------------- |
| FK Igman Konjic           | Absteiger                 |
| NK GOŠK Gabela            | Absteiger                 |
| FK Sloboda Tuzla          | Absteiger                 |
| NK Stupčanica Olovo       | 1.                        |
| NK Bratstvo Gračanica     | 2.                        |
| NK Čelik Zenica           | 3.                        |
| FK Radnik Hadžići         | 4.                        |
| FK Budućnost Banovići     | 5.                        |
| NK Travnik                | 6.                        |
| FK Tuzla City             | 7.                        |
| HNK Tomislav Tomislavgrad | 8.                        |
| NK TOŠK Tešanj            | 9.                        |
| NK Jedinstvo Bihać        | 10.                       |
| NK Vitez                  | Aufsteiger (Staffel West) |

## Bisherige Sieger
| Saison   | Gewinner                                      |
| -------- | --------------------------------------------- |
| 1995/96: | NK Bosna Visoko (N), Radnik Hadzici (S)       |
| 1996/97: | Drina Zvornik (N), FK Olimpik Sarajevo (S)    |
| 1997/98: | FK Budućnost (N), Vrnjabusa (S), NK Iskra (M) |
| 1998/99: | FK Krajina Cazin                              |
| 1999/00: | NK Travnik                                    |
| 2000/01: | HNK Grude                                     |
| 2001/02: | FK Budućnost Banovići                         |

| Saison   | Gewinner              |
| -------- | --------------------- |
| 2002/03: | NK Travnik            |
| 2003/04: | FK Budućnost Banovići |
| 2004/05: | NK Jedinstvo Bihać    |
| 2005/06: | FK Velež Mostar       |
| 2006/07: | NK Travnik            |
| 2007/08: | NK Zvijezda Gradačac  |
| 2008/09: | FK Olimpik Sarajevo   |
| 2009/10: | FK Budućnost Banovići |
| 2010/11: | NK GOŠK Gabela        |
| 2011/12: | NK Gradina Srebrenik  |

| Saison   | Gewinner                |
| -------- | ----------------------- |
| 2012/13: | NK Vitez                |
| 2013/14: | FK Sloboda Tuzla        |
| 2014/15: | FK Mladost Doboj Kakanj |
| 2015/16: | NK Metalleghe-BSI       |
| 2016/17: | NK GOŠK Gabela          |
| 2017/18: | FK Sloga Simin Han      |
| 2018/19: | FK Velež Mostar         |
| 2019/20: | FK Olimpik Sarajevo 1   |
| 2020/21: | HSK Posušje             |
| 2021/22: | FK Igman Konjic         |

| Saison   | Gewinner            |
| -------- | ------------------- |
| 2022/23: | NK GOŠK Gabela      |
| 2023/24: | FK Sloboda Tuzla    |
| 2024/25: | NK Stupčanica Olovo |

Legende: N = Erste Liga Nord; S = Erste Liga Süd; M = Erste Liga Mitte